# Löwenbrunnen (Weimar)

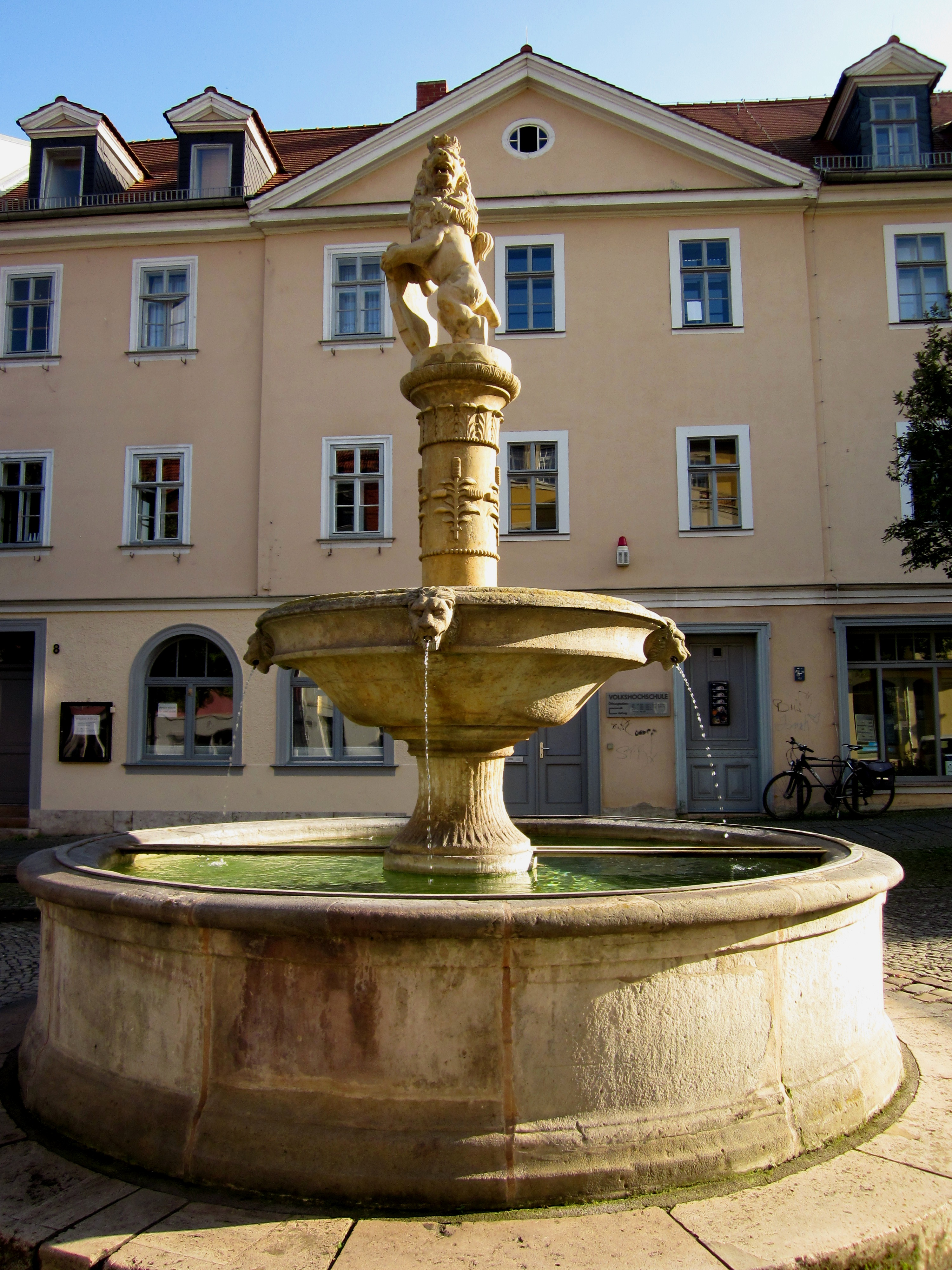
Löwenbrunnen am Graben

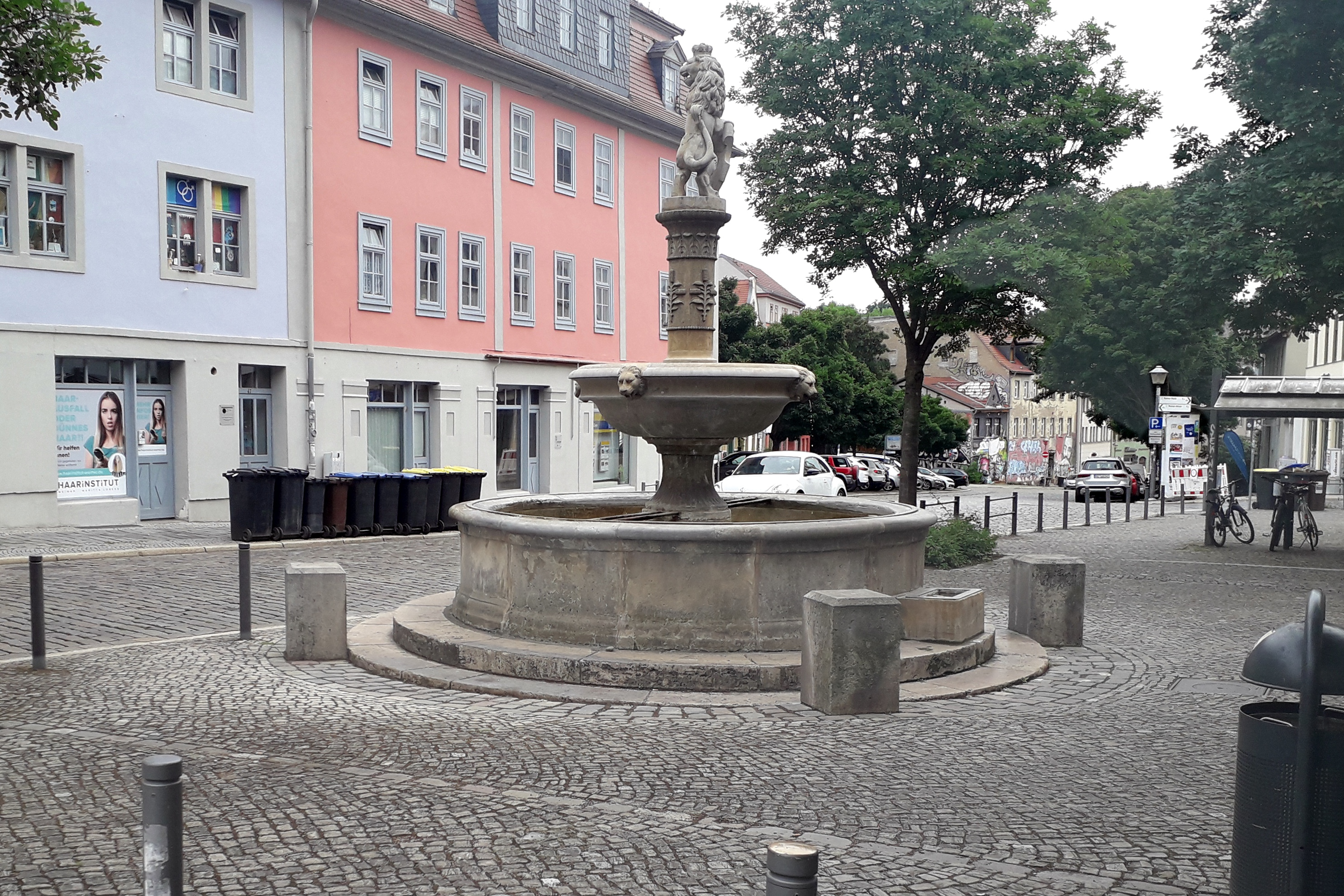
Löwenbrunnen, Blick von Westen

Der Löwenbrunnen in Weimar ist ein von der Großherzogin Maria Pawlowna gestifteter und von dem Berkaer Steinmetzmeister Carl Dornberger 1847 geschaffener Brunnen.
Der große Sandsteinbrunnen am Graben wurde anstelle eines alten Holzbrunnens aufgestellt. Der 5 Meter hohe Löwe als Wappentier Weimars trägt Krone und Wappenschild in den Pfoten als Herrschaftssymbol der Wettiner. Das kreisrunde zweistufige Brunnenbecken ist mit einer auf einer gedrungenen Säule befindlichen Brunnenschale ausgestattet. Die Brunnenschale wird von vier wasserspeienden Löwenköpfen unter einer Brunnensäule mit Schilfkolben und Palmettenfries geziert. Ursprünglich bestand sie aus Berkaer Sandstein. 1878 musste der Bildhauer Linsenbarth den mutwillig vom Sockel gestürzten Löwen erneuern, womit dieser seine heutige Gestalt bekam. Im Jahr 1931 stellte der Weimarer Bildhauer Berthold Boeß eine Kopie aus Elbsandstein her. Nach erneutem Vandalismus fertigten  Kurt Stiefel und sein Mitarbeiter Frank Rüdiger 1986 eine weitere Kopie an und ergänzten den neu geschaffenen Löwen um eine neue Brunnensäule. Das auf einem Podest stehende Brunnenbecken ist von vier Absetzsteinen umgeben. Vor dem Becken steht eine Hundetränke. 
Auch in letzterer Zeit wurde dieser Brunnen durch Vandalismus beschädigt. In der Nacht vom 17. zum 18. Februar 2018 wurde etwa ein Viertel des Oberbeckens durch einen Knallkörper herausgebrochen.